# Cis pygmaeus
Cis pygmaeus là một loài bọ cánh cứng trong họ Ciidae. Loài này được Marsham miêu tả khoa học năm 1802.